# Muzeul Memorial „Ioan Slavici și Emil Monția”
Muzeul Memorial „Ioan Slavici și Emil Monția” este un muzeu județean din Șiria, amplasat în Str. Infanteriei nr. 185. Clădirea care adăpostește muzeul este un castel construit în stil baroc târziu în 1838, care a aparținut familiei nobiliare Bohus, monument arhitectonic și istoric. 
În această clădire s-a semnat, în august 1849, capitularea armatei revoluționare maghiare în fața armatelor imperiale austriece și rusești. Expoziția permanentă este dedicată scriitorului Ioan Slavici (1848 - 1925), născut în Șiria, și compozitorului Emil Monția (1887 - 1965), născut la Șicula, dar care și-a petrecut cea mai mare parte a vieții sale în comuna Șiria, trăind în casa din strada Spiru Haret nr. 130.  Dintre exponate pot fi amintite: fotocopia extrasului de naștere al scriitorului Ioan Slavici, o notiță a sa, scrisă de mână la vârsta de 10 ani, fotocopii după actele de școală, diplomele obținute la absolvirea cursurilor liceale, la Arad și Timișoara, fotografii din perioada studiilor la Viena. Activitatea lui Slavici la revistele Tribuna din Sibiu (din 1893) și Vatra (din 1894) este bogat ilustrată. De asemenea, sunt prezentate manualele sale școlare: Istoria universală, Evul mediu și Gramatica limbii române, etimologia, precum și unele numere din Revista copiilor și a tineretului, în care publica povestiri didactice. Sunt expuse, de asemenea, documente despre istoricul comunei Șiria, manuscrise, fotografii, ziare, reviste, biblioteca cu ediții valoroase ale operei lui Ioan Slavici. În expoziția dedicată lui Emil Monția se pot vedea mobilierul camerei lui de lucru, pianul și violoncelul compozitorului, ca și culegeri de folclor și diferite ediții ale principalelor sale lucrări: Fata de la Cozia, Cercel, Moștenitorul, La fântâna cu găleată și altele.
Clădirea muzeului este declarată monument istoric, având codul AR-II-m-A-00651. Clădirea este monument arhitectonic și istoric, castel construit în 1838, a aparținut familiei nobiliare Bohus. În această clădire s-a semnat în august 1849 capitularea armatei revoluționare maghiare în fața armatelor imperiale austriece și rusești.